# Sorgo bicolor
El sorgo bicolor (Sorghum bicolor), normalment anomenat melca o simplement sorgo, és una espècie de planta anual herbàcia de la família de les poàcies. És una de les espècies de gramínies de llavors petites i comestibles que vulgarment es coneixen com a mill. S. bicolor és l'espècie que es cultiva del gènere Sorghum. Es fa servir com a aliment per a animals i persones (majoritàriament a Àfrica i Àsia). Així mateix, és utilitzat com a farratge sec i per produir midó, alcohol i glucosa. Les seves inflorescències s'aprofiten per fer-ne escombres.
Aquesta espècie es conrea com a cereal, a diferència d'altres espècies de sorgo, que es destinen a pastura. Es tracta del quart cereal més important del món, darrere del blat, l'arròs i el blat de moro. Es conrea a gairebé tota la regió tropical àrida i semiàrida. A Catalunya també es cultiva com a farratge i de vegades viu, naturalitzada, a les vores dels camins.
Aquesta espècie de sorgo es va originar al nord d'Àfrica i actualment es cultiva molt a les regions tropicals i subtropicals del món. S. bicolor típicament és una planta anual, però alguns cultivars són perennes. Pot arribar a fer 4 metres d'alçada. El seu gra és petit anant de 3 a 4 mm de diàmetre. Els sorgos dolços són cultivars que es cultiven principalment per les seves fulles; són de mida més reduïda que les varietats de gra.

## Cultiu

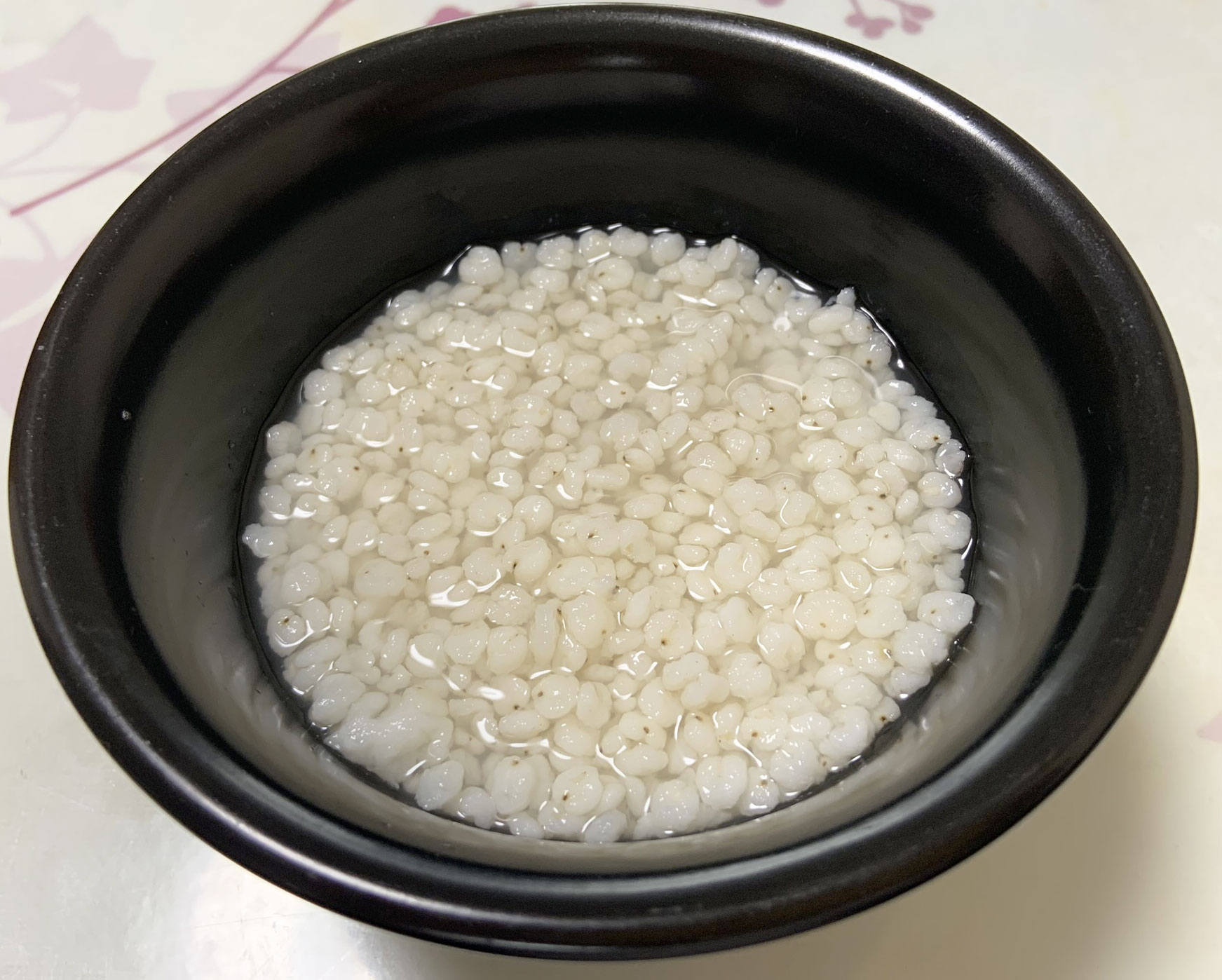
Sorgo xinès bullit.

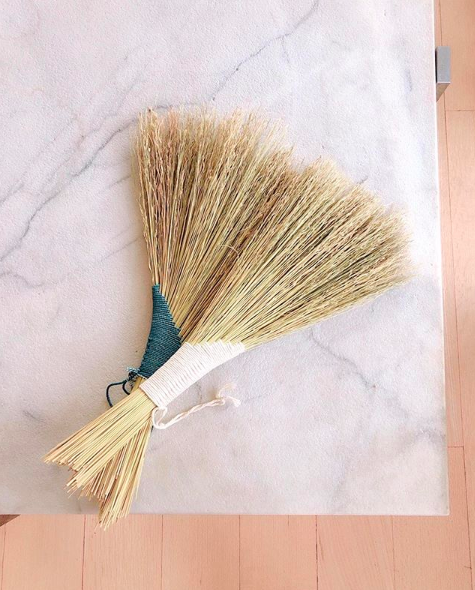
Dues escombres amb forma de 'cua de gall dindi' fetes amb el cereal.

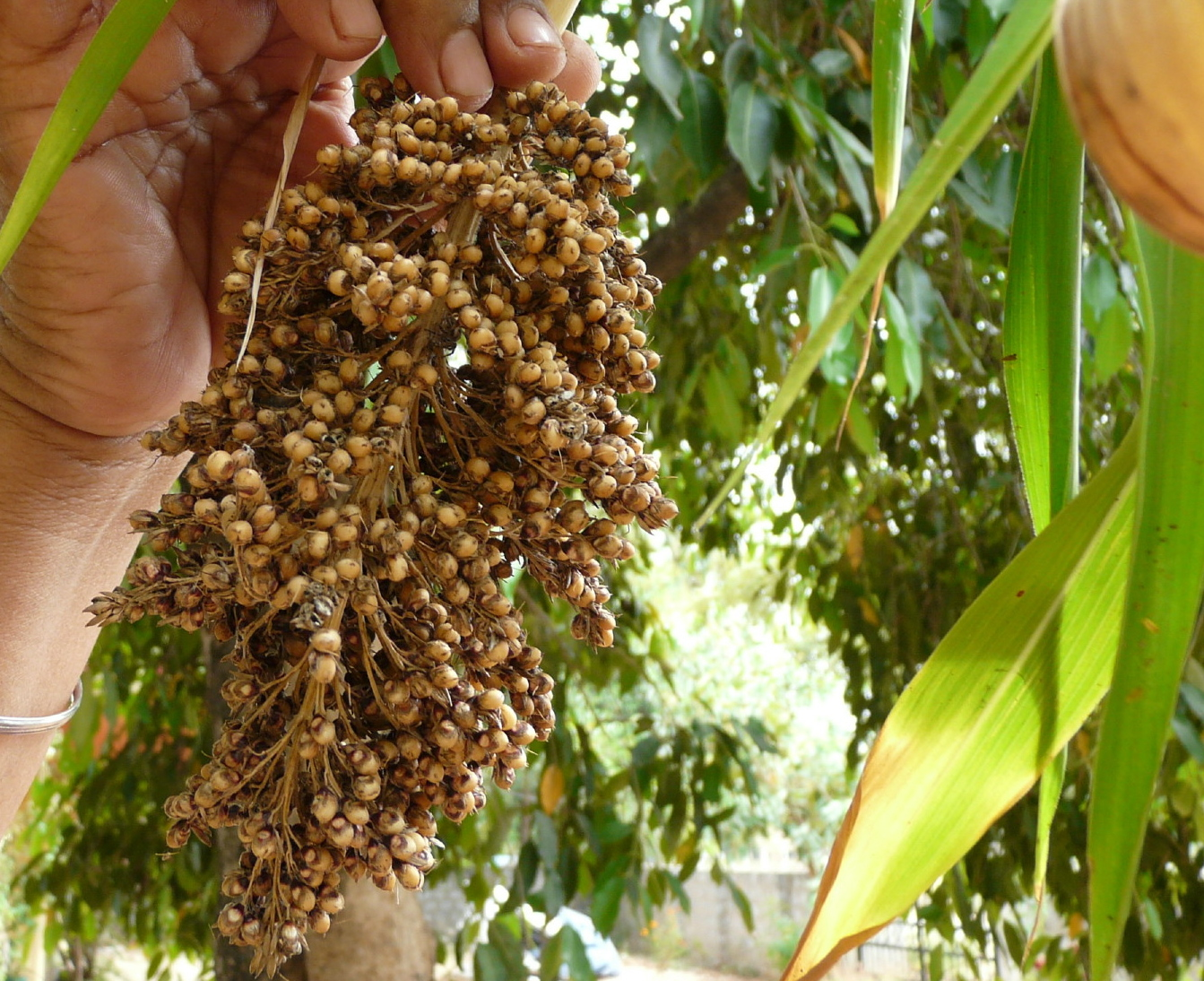
Capítol amb llavors de sorgo a l'Índia

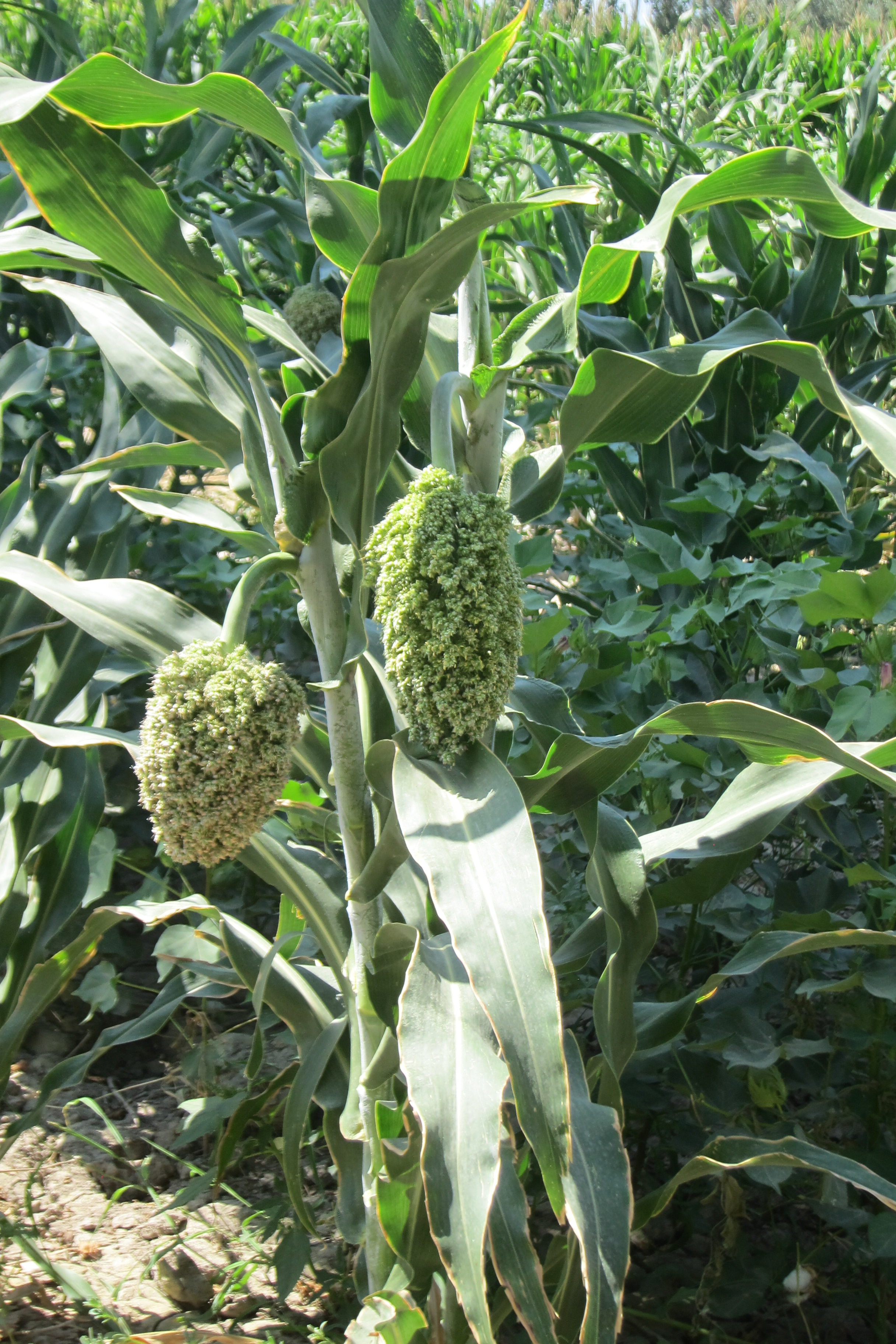
Sorgo a Turpan basin, Xinjiang, Xina. En algunes varietats i sota certes condicions, la pesada panícula farà que el jove peduncle, tou, es doblegui. Posteriorment es lignificarà en aquesta posició. Això, combinat amb la inflorescència, serà una doble defensa contra els ocells.

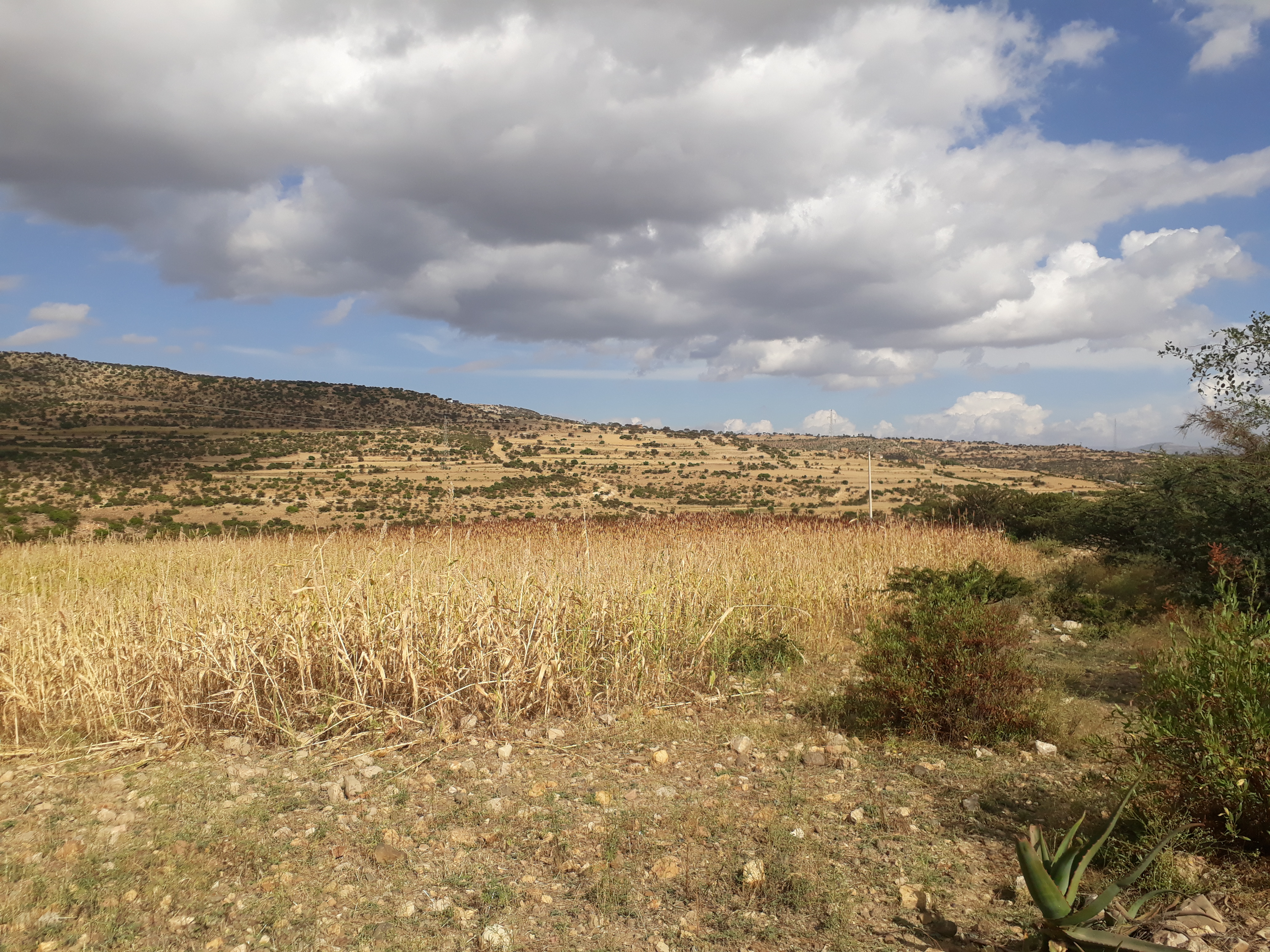
Camp de sorgo a Addi Azmera (Etiòpia)

Els principals productors de S. bicolor l'any 2011 eren Nigèria (12,6%), Índia (11,2%), Mèxic (11.2%), i els Estats Units (10,0%). Aquesta espècie pot créixer en sòls àrids i aguantar llargues sequeres. Té quatre característiques que la fan la planta conreada més resisten a la secada de totes.
- Té una gran relació entre la superfície de les arrels i la superfície de les fulles.
- En temps de secada enrotlla les fulles per a disminuir la pèrdua d'aigua per transpiració.
- Si continua la secada entra en dormància en lloc de morir.
- Les seves fulles estan protegides per una cutícula cerosa.

### Història
Les primeres restes arqueològiques de sorgo es troben en jaciment arqueològic de Nabta Playa al l'Alt Nil, i són aproximadament dele 8000 abans de crist. Tanmateix, es tracta de sorgo salvatge, de grans petita i un raquis fràgil. Es creu que el sorgo es va domesticar a partir del Sorghum verticilliform silvestre, potser entre els anys 7000 i 5000 abans de crist a la vall del Riu Níger. Els botànics han classificat el sorgo en les següents quatre "races":
- durra, desenvolupada a l'Índia
- guinea, una varietat de l'oest d'Àfrica que requereix una gran quantitat de pluja
- caudatum, que és cultivada pels pobles niloticosaharians entre el llac Txad i Etiòpia
- kafir, un tipus resistent a la sequera que creix a Sud-àfrica
- bicolor, el gra més comú[11]

### Producció mundial
| Principals productors de sorgo (2018) (tones) | Principals productors de sorgo (2018) (tones) |
| --------------------------------------------- | --------------------------------------------- |
| Estats Units                                  | 9.271.070                                     |
| Nigèria                                       | 6.862.343                                     |
| Sudan                                         | 4.953.000                                     |
| Etiòpia                                       | 4.932.408                                     |
| Índia                                         | 4.800.000                                     |
| Mèxic                                         | 4.531.097                                     |
| Brasil                                        | 2.272.939                                     |
| R.P. de la Xina                               | 2.192.032                                     |
| Níger                                         | 2.100.190                                     |
| Burkina Faso                                  | 1.929.834                                     |
| Argentina                                     | 1.563.445                                     |
| Mali                                          | 1.469.688                                     |
| Camerun                                       | 1.416.116                                     |
| Austràlia                                     | 1.257.219                                     |
| Bolívia                                       | 1.023.314                                     |

## Usos

### Ús culinari
El sorgo bicolor és un dels principals conreus de cereals del món. Es fa servir com a aliment per a humans, farratge, fibra, combustible i precursor de biocombustibles en una àmplia gamma de medis i sistemes de producció. La seva notable capacitat de créixer en condicions adverses, particularment amb una quantitat d'aigua molt inferior a la que necessiten la majoria d'altres grans, en fa una font «de seguretat» d'aliment per a humans, farratge, fibra i combustible en l'agroecosistema global. És especialment important en zones com el nord-est d'Àfrica i les planes del sud dels Estats Units, on sovint plou massa poc per a la majoria dels altres grans.
El sorgo es conrea en moltes parts d'Àsia i Àfrica on se’n fan pans plans que són un aliment bàsic. Les llavors també es poden expandir com les crispetes del blat de moro. 100 grams de llavor de sorgo tenen 1.418 calories, 11,3 grams de proteïnes i 3,30 grams de greix. Típicament el seu nivell de proteïna és al voltant del 9% i permet la subsistència de persones en temps de fam.
Com a model de les poàcies tropicals, és un complement lògic a l'arròs des de la perspectiva de la recerca genètica. És un bon representant de les poàcies tropicals perquè fa servir la fotosíntesi C4, que consisteix en una sèrie d'especialitzacions bioquímiques i morfològiques complexes que milloren l'assimilació del carboni a temperatures altes. En canvi, l'arròs és més representatiu de les poàcies temperades i empra la fotosíntesi C3. El seu baix grau de duplicació cromosòmica fa que el sorgo bicolor sigui, igual que l'arròs, un model atractiu per a la genòmica funcional. És un bon punt intermedi entre l'arròs i les principals poàcies tropicals dotades de genomes molt més grans i un grau més alt de duplicació cromosòmica, com ara la canya de sucre, un altre dels conreus per a la producció de biocombustibles més eficients del món, que actualment és la primera font de biocombustibles a escala global.
A l'Índia on normalment s'anomena Jwaarie, Jowar, Jola, o Jondhahlaa, el sorgo és un dels aliments bàsics i se’n prepara una mena de pa. També se'n fa etanol com biocombustible.
A Corea es cuina amb arròs, o amb la seva farina es fa el susu bukkumi.
A Austràlia, Amèrica del Sud, i els Estats Units (el segon productor del món després de Nigèria), el gra de sorgo es fa servir principalment per aliment del bestiar de ramaderia i, en increment, en la producció de’etanol.
El sorgo no té gluten, té una gran quantitat de midó i té components fenols més abundants i diversos que la resta dels principals cultius.

### Beguda alcohòlica
A la Xina, el sorgo és conegut com a gaoliang (高粱) i es fermenta i destil·la per produir un tipus de beguda espiritual coneguda com a baijiu (白酒) del qual la beguda més famosa és el maotai (o Moutai).
A Taiwan, a l'illa anomenada Kinmen, del sorgo es fa licor de sorgo. En diversos països de l'Àfrica, com ara Zimbàbue, Burundi, Mali, Burkina Faso, Ghana, i Nigèria, s'utilitza el sorgo de les varietats vermella i blanca per fer la tradicional cervesa opaca. El sorgo vermell li dona un color rosa marronós a la cervesa.

### Biocombustible
El sorgo bicolor és un objectiu prometedor per a la producció de biocombustibles. Es tracta d'un conreu C4 que necessita poques entrades i acumula una gran quantitat de carbohidrats a la tija. Tanmateix, la seva plantació a gran escala en terres marginals requeriria varietats millorades amb optimització dels caràcters relacionats amb el seu paper com a biocombustible i una major tolerància als factors d'estrès biòtics i abiòtics. Per aquest motiu, s'han dut a terme molts estudis per crear recursos genètics i genòmics en relació amb el sorgo bicolor.
Les varietats cultivades del sorgo bicolor tenen un fenotip i una morfologia diversos. Les variants que es fan servir per a produir biocombustibles tenen una gran proporció de biomassa biocel·lulòsica. Alguns genotips, coneguts com a «sorgo dolç» acumulen carbohidrats solubles a la tija. El sorgo dolç pot assolir una alçada de gairebé 20 metres i genera una quantitat significativament més gran de biomassa que el sorgo per a ús alimentari. La tija del sorgo dolç és més gruixuda i carnosa que la del sorgo per a ús alimentari, tot i que produeix relativament poques llavors.
La concentració de carbohidrats a la tija del sorgo dolç es mesura en unitats Brix, que corresponen al percentatge de carbohidrats solubles. Un grau Brix equival a 1 g de sucre per cada 100 g de suc. El contingut Brix difereix entre varietats i també depèn de les condicions ambientals, la posició dels entrenusos, el període de l'any i la fase de collita. El sorgo bicolor pot acumular una quantitat de suc equivalent al 78% de la seva biomassa total, mentre que el seu contingut Brix oscil·la entre el 14% i el 23%. Els glúcids que contenen les tiges de sorgo bicolor es componen principalment de sucrosa (~75%) amb quantitats petites (~2,6%) de fructosa i glucosa. En comparació amb conreus de biomassa lignocel·lulòsica, com ara Panicum virgatum i Miscanthus, els glúcids solubles en forma de glucosa, fructosa i sucrosa del sorgo bicolor són fàcils de fermentar. Altres trets agronòmics, com ara un cicle de vida de només quatre mesos, la seva capacitat de créixer en condicions ambientals adverses, la poca necessitat d'entrades, el baix cost del seu conreu i la fotosíntesi C4 en fan un conreu de producció de biocombustibles particularment útil. Aquest últim tret és especialment important perquè contribueix a millorar l'eficiència d'ús del nitrogen i l'aigua, així com la resistència general del sorgo bicolor, cosa que li permet subsistir en regions àrides, amb més insolació i temperatures més altes.
Diferents cultivars de sorgo bicolor presenten efectes diferents de la salinitat sobre la germinació de les llavors i el creixement de les plàntules. Un estudi publicat el 2016 suggerí que el sorgo bicolor es pot regar amb aigua salada de fins a 150 mM de NaCl, sia en estat vegetatiu o en estat reproductiu.

### Usos en la ramaderia
El sorgo s'utilitza en l'alimentació i el pasturatge de la ramaderia. Él seu ús és limitat, tanmateix, perquè el midó i la proteïna del sorgo és més difícil de digerir per als animals que el midó i la proteïna del blat de moro. S'estan fentn investigacions per trobar un procés per prepaïr el gra. Un estudi en bestiar va concloure que el sorgo en flocs era preferible al sorgo sec ja que millorava l'augment de pes diari dels animals. En els porcs, s'ha demostrat que el sorgo és un aliment més eficient que el blat de moro en ser tots dos grans processats de la mateixa manera.
La introducció de varietats millorades, juntament amb una millora en les pràctiques de gestió, ha fet millorar la productivitat del sorgo. A l'Índia, es creu que la millora en la productivitat ha alliberat sis milions d'hectàrees de terra. L'International Crops Research Institute for the Semi-Arid Tropics,  en col·laboració amb altres institucions, produeix varietats millorades de cultius, entre els quals s'inclou el sorgo. L'insitució ha alliberat fins a 194 cultius de sorgo.

### Altres usos
Se'n pot fer una escombra típica.
El xarop de sorgo dolç es fa servir en algunes parts dels Estats Units.

## Recerca
S'està fent recerca per tal de desenvolupar un encreuament genètic que faci la planta més tolerant a temperatures més fredes o per tal de desactivar els mecanismes de tolerància de la planta a la sequera, ja que és nativa de climes tropicals. Als Estats Units, això és important perquè el cost del blat de moro va estar creixent de forma continuada atès el seu ús en la producció d'etanol per ser afegit a la benzina. Es pot utilitzar el sorgo ensitjat com a substitut del blat de moro ensitjat en la dieta de les vaques lleteres. Altres investigacions han conclòs que el sorgo té més valor nutricional que el blat de moro en l'alimentació de les vaques, i que el tipus de processat és també essencial en la obtenció de la màxima nutrició del gra. El sorgo en flocs va mostrar un increment en la producció de llet en comparació al sorgo sec.
Adicionalment, s'està fent recerca sobre el sorgo com una font d'aliment potencial per tal de donar resposta a l'increment en la demanda de menjar a escala global. El sorgo és resistent a la sequera i a les altes temperatures. La diversitat genètica entre les diferents subespècies de sorgo, el fa més resistent a les plagues i als patògens, comparat amb altres fonts alimentàries menys diverses. A més, és altament eficient en la conversió de l'energia solar a energia química, així com en l'ús d'aigua. Totes aquestes característiques la fan una candidata prometedora per fer front a la demanda global de menjar, en augment. Com a tal, molts grups de recerca en tot el món estan seguint projectes i iniciatives sobre el sorgo (especialment el Sorghum bicolor), com ara la Universitat Purdue, el HudsonAlpha Institute for Biotechnology, el Danforth Plant Science Center, la Universitat de Nebraska, i la Universitat de Queensland.
Una altra aplicació del sorgo sobre la qual s'està fent recerca és el biocombustible. El sorgo dolç té una gran quantitat de sucre en la seva tija, que es pot convertir en etanol. La biomassa es pot cremar i convertir en carbó, gas sintètic i bio-cru.

## Genoma
El genoma de Sorghum bicolor va ser seqüenciat entre 2005 i 2007.

## Parasitisme
El sorgo és l'hoste de la planta paràsita Striga hermonthica. Afecta el cultiu del sorgo en gran manera. El barrinador europeu del moresc (Ostrinia nubilalis) es va introduir a Amèrica del Nord a través del transport d'escombres fetes amb sorgo.

## Taxonomia
L'espècie Sorghum bicolor va ser descrita per (L.) Moench i la descripció fou publicada a Methodus Plantas Horti Botanici et Agri Marburgensis : a staminum situ describendi 207. 1794.
Sinonimia
- Sorghum vulgare Pers.
- Andropogon sorghum L. - Brot.[42]
- Holcus bicolor L. basònim
- Sorghum cernuum (Ard.) Host (1809)
- Sorghum bicolor (L.) Moench (1794)
- Holcus cernuus Ard. (1786)
- Sorghum sudanense (Piper) Stapf (1917)
- Sorghum membranaceum Chiov.
- Holcus durra Forssk.
- Sorghum durra (Forssk.) Stapf (1917)
- Sorghum melanocarpum Huber (1868)
- Sorghum halepense subsp. sativum (Hack.) Trab. (1895)
- Sorghum dochna (Forssk.) Snowden
- Holcus dochna Forssk.
- Sorghum ankolib (Hack.) Stapf
- Sorghum caudatum (Hack.) Stapf
- Sorghum roxburghii Stapf (1917)
- Milium nigricans Ruiz i Pav.
- Sorghum nigricans (Ruíz & Pav.) Snowden
- Sorghum basutorum Snowden (1935)
- Sorghum conspicuum Snowden (1935)
- Sorghum coriaceum Snowden (1935)
- Sorghum dulcicaule Snowden (1935)
- Sorghum exsertum Snowden (1935)
- Sorghum gambicum Snowden (1935)
- Sorghum mellitum Snowden (1935)
- Sorghum notabile Snowden (1935)
- Sorghum rigidum Snowden (1935)
- Sorghum simulans Snowden (1935)[43]

## Galeria

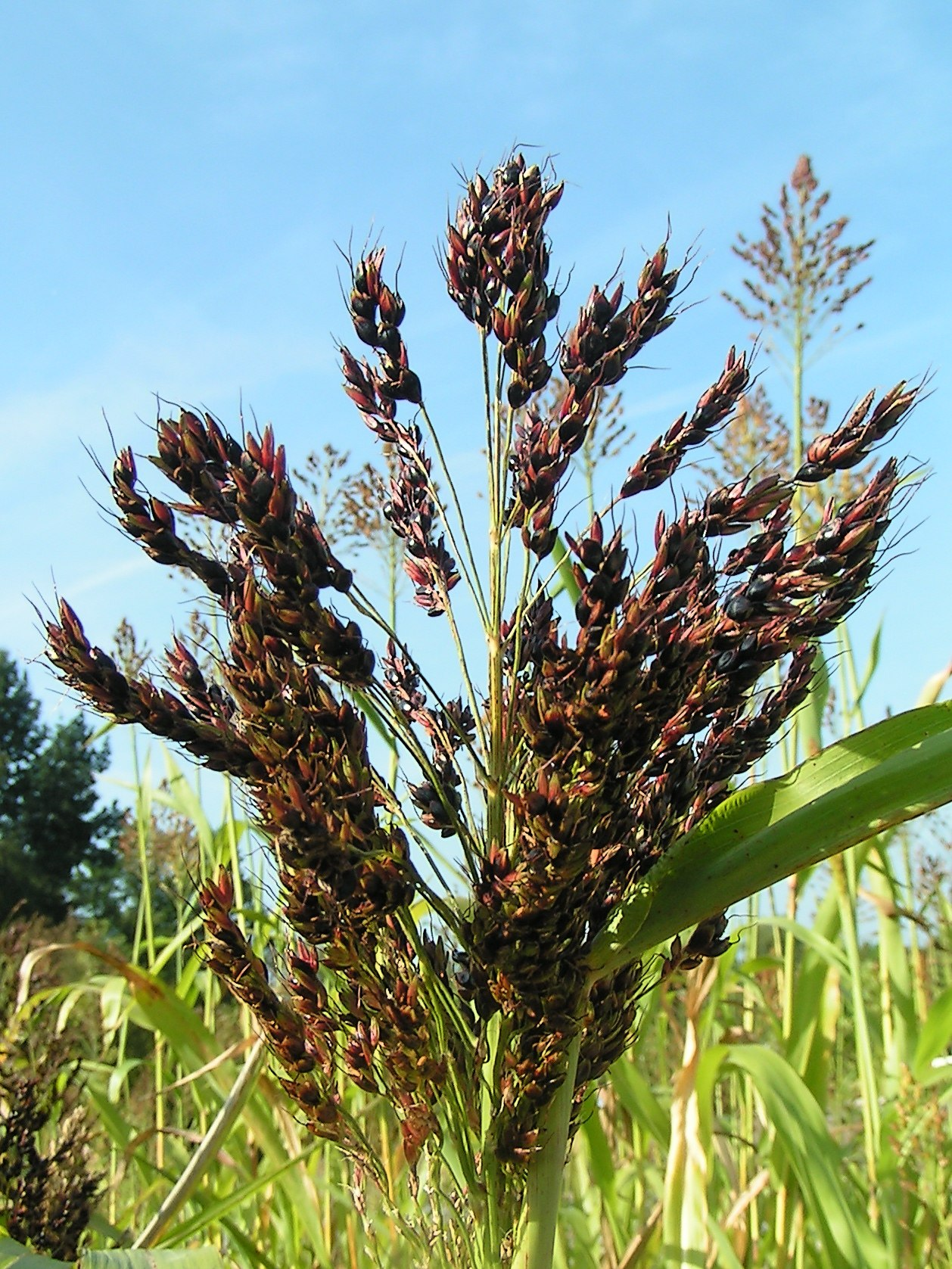
Sorghum bicolor; fotografia feta el 2005 als Jardins Botànics de la Universitat d'Utrecht
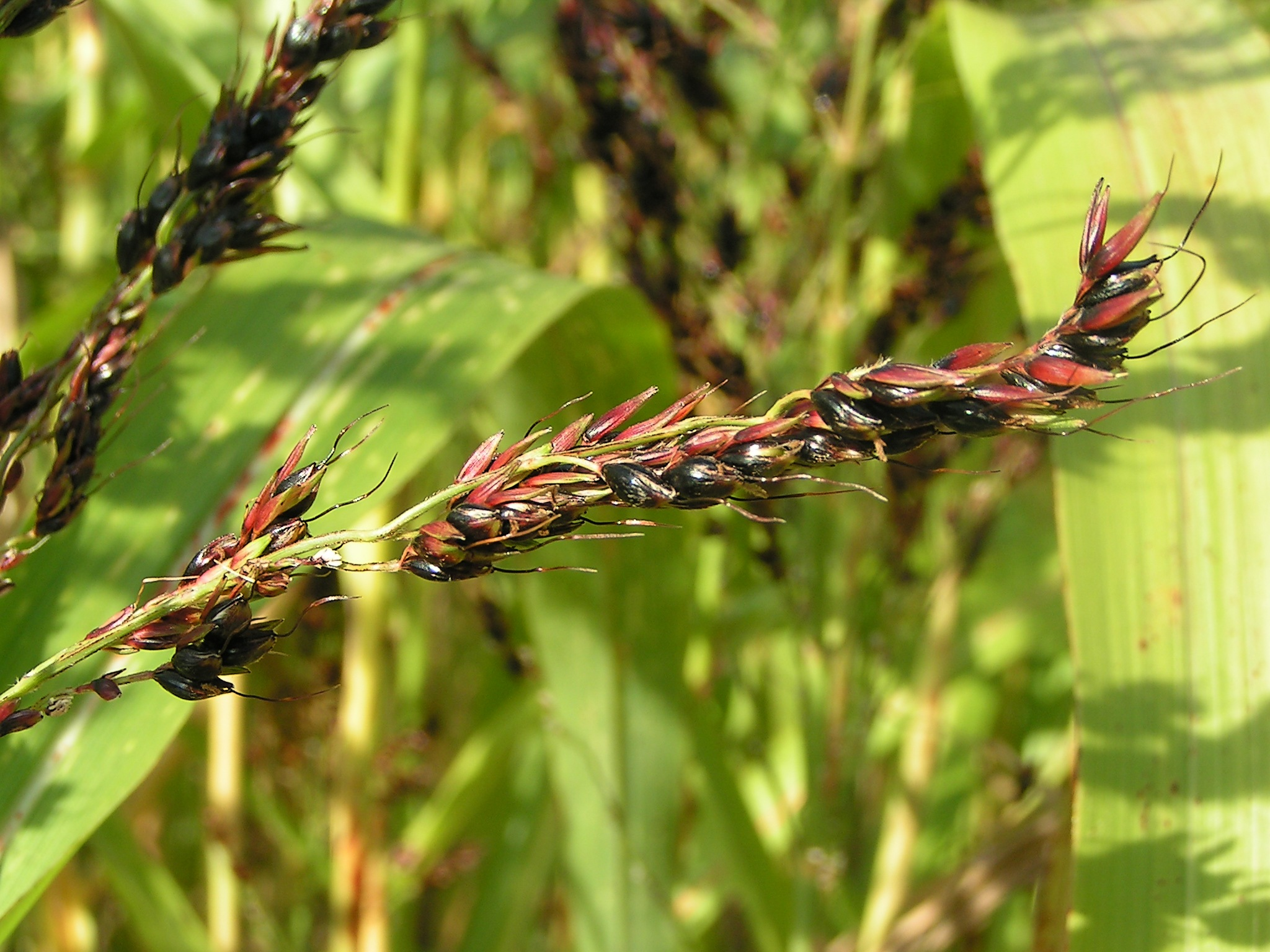
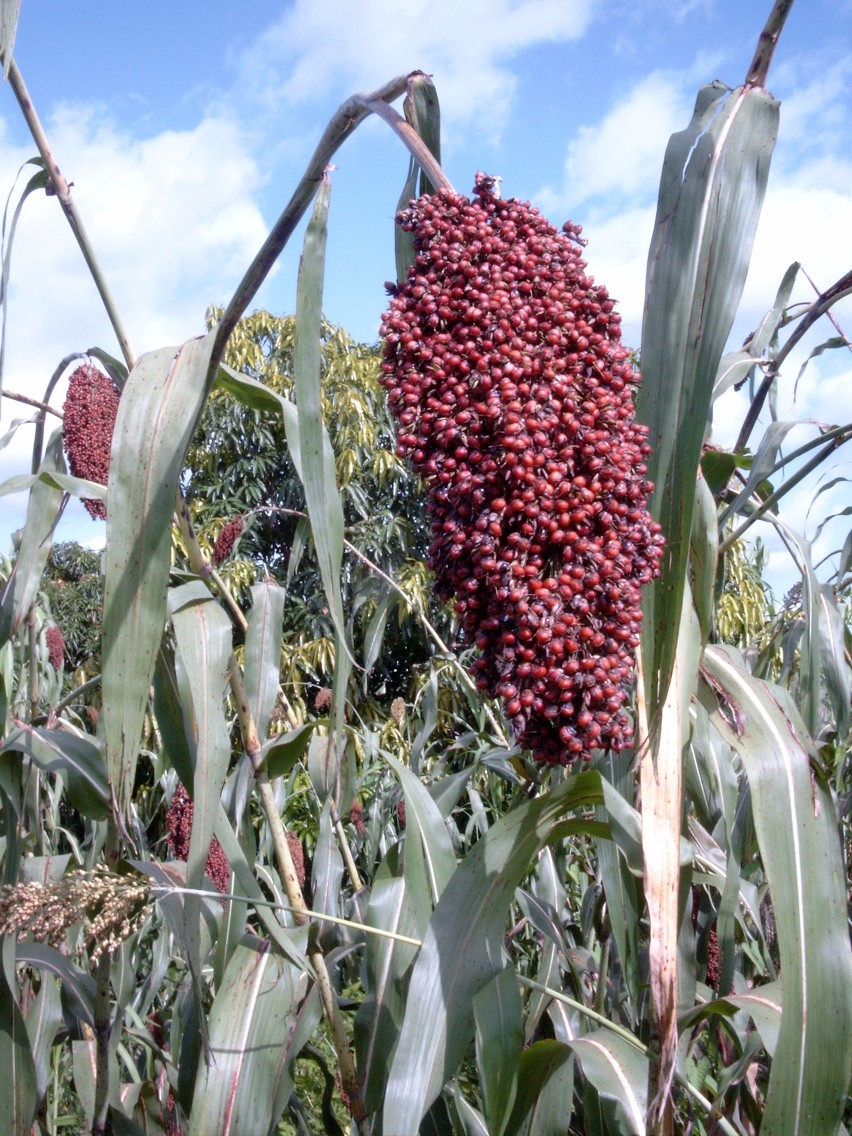
Sorghum (Sorghum bicolor) en un camp prop de Fada N'Gourma a Burkina Faso. Al fons es pot veure un abre Shea.
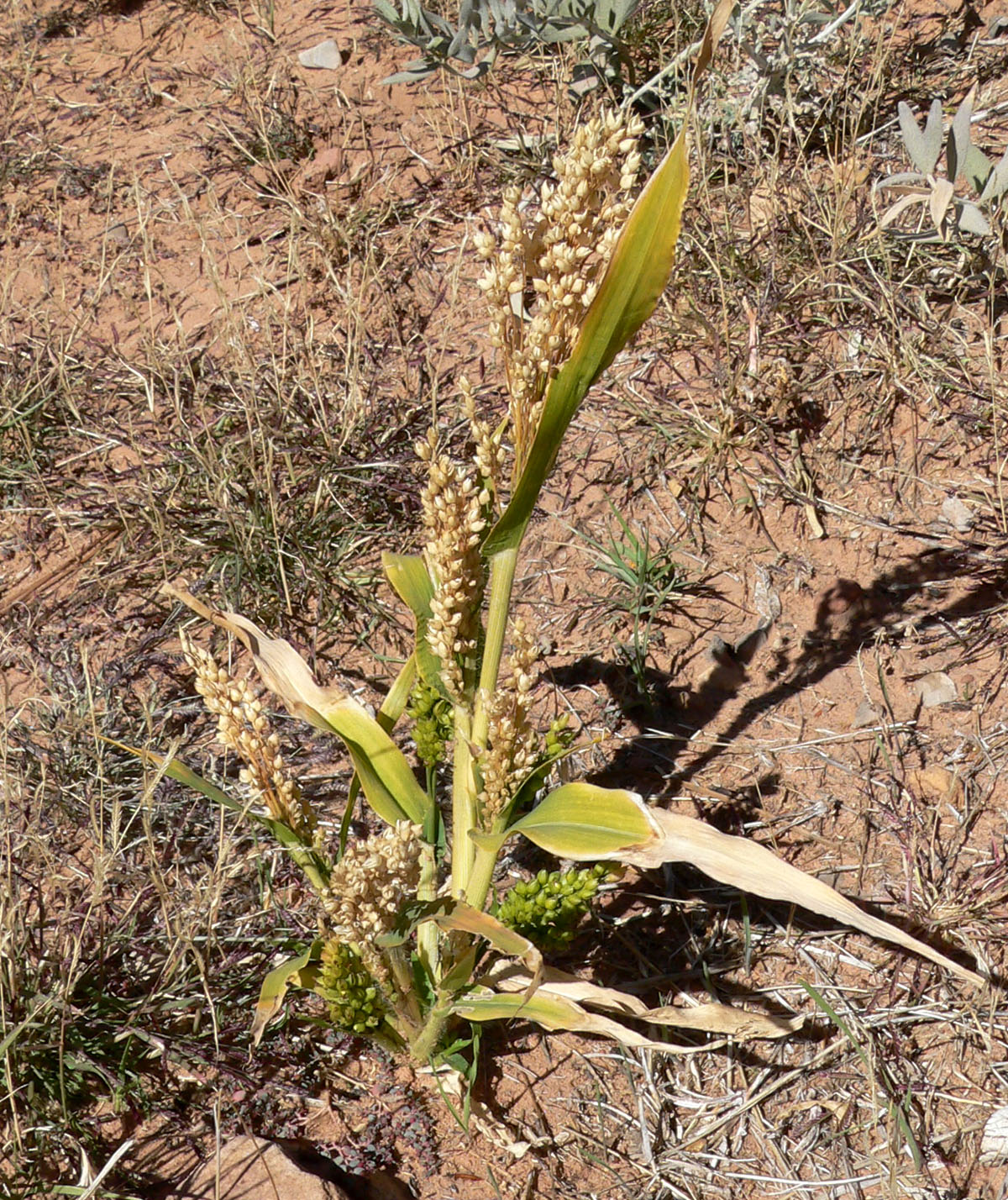
subsp. bicolor, southern NV
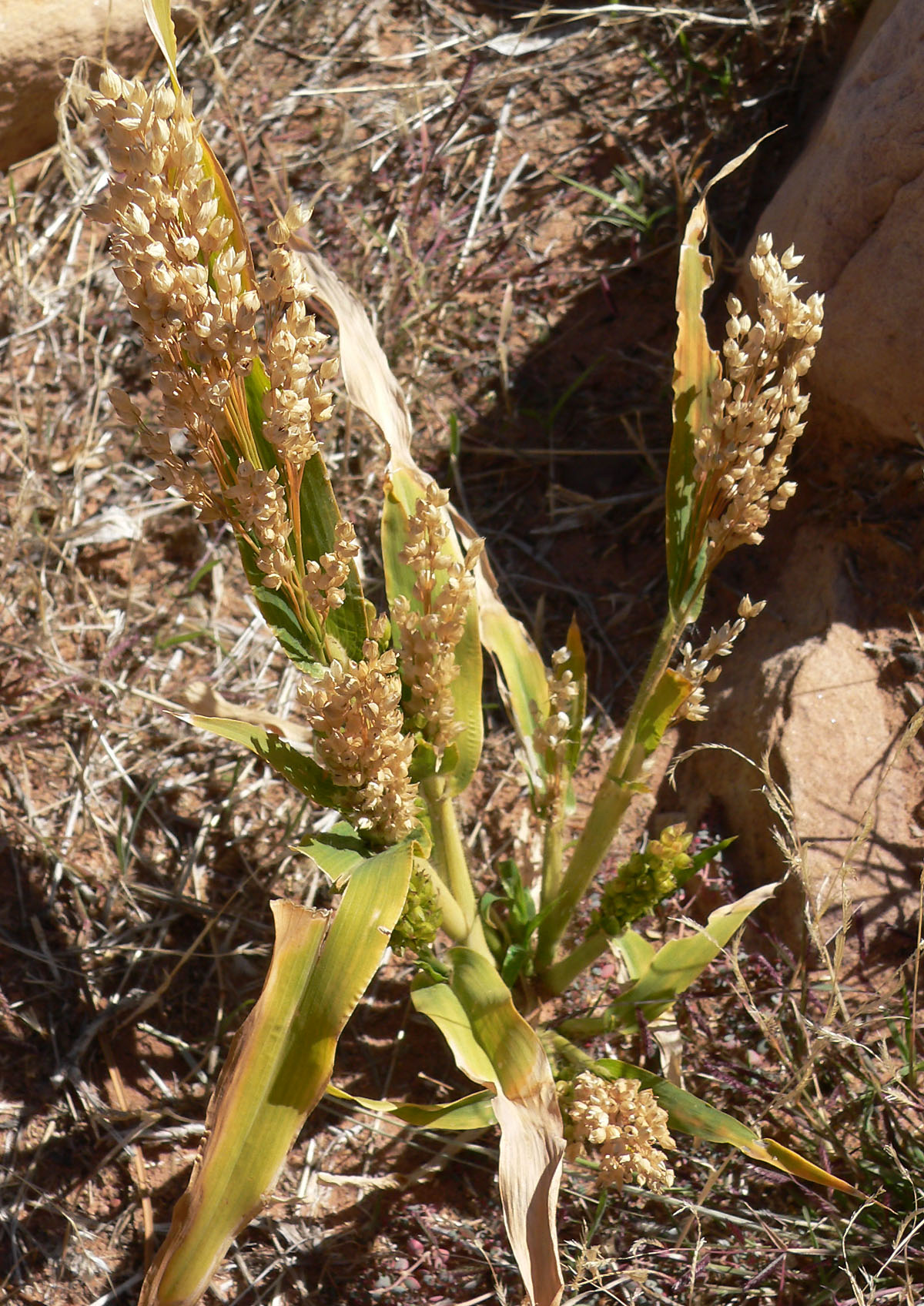
subsp. bicolor, southern NV
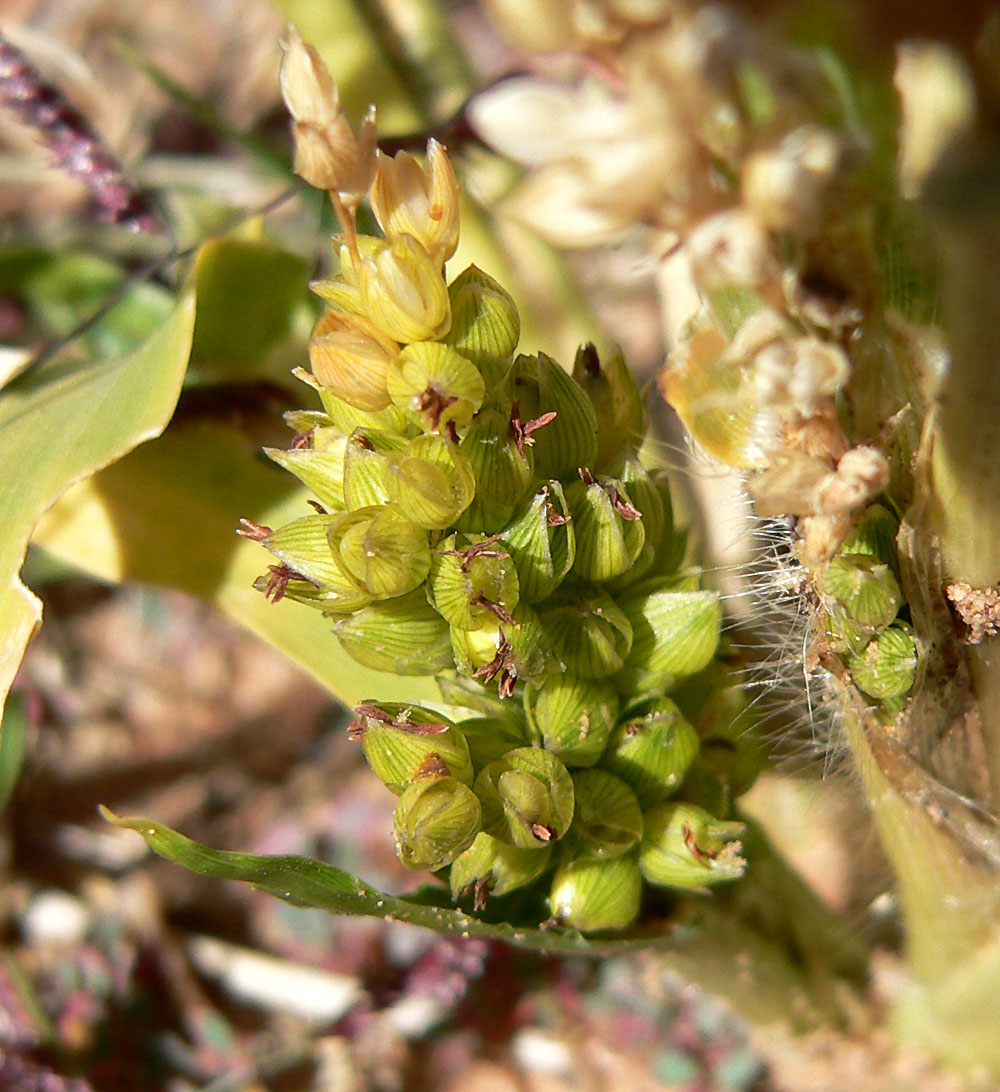
subsp. bicolor, southern NV